# Ajuatetla
Ajuatetla är en ort i Mexiko.   Den ligger i kommunen Ahuacuotzingo och delstaten Guerrero, i den sydöstra delen av landet, 180 km söder om huvudstaden Mexico City. Ajuatetla ligger 1 363 meter över havet och antalet invånare är 558.
Terrängen runt Ajuatetla är kuperad åt nordost, men åt sydväst är den bergig. Runt Ajuatetla är det ganska glesbefolkat, med 32 invånare per kvadratkilometer. Närmaste större samhälle är Zitlala, 15,6 km sydväst om Ajuatetla. I omgivningarna runt Ajuatetla växer huvudsakligen savannskog.